# 510 a.C.
Il 510 a.C. (DX a.C. in numeri romani) è un anno  del VI secolo a.C.

## Eventi
- Con la messa a bando da Roma di Tarquinio il Superbo termina il periodo monarchico di Roma.
- Ippia, tiranno di Atene, viene messo in fuga dagli Spartani, mettendo così fine alla tirannide ateniese. Ippia trova asilo alla corte del re di Persia.
- Sibari è distrutta dai Crotoniati.
- Fondazione di Eraclea di Sicilia da parte di Dorieo, principe spartano.
- Itoku diviene imperatore del Giappone.

## Nati
- Cimone, generale e politico ateniese († 450 a.C.)

## Morti
- Asdrubale I, condottiero e sovrano cartaginese